# Rheum uninerve
Rheum uninerve är en slideväxtart som beskrevs av Carl Maximowicz. Rheum uninerve ingår i släktet rabarbersläktet, och familjen slideväxter. Inga underarter finns listade i Catalogue of Life.